# Murasaki Shikibu (chanson)
Pour les articles homonymes, voir Murasaki Shikibu (homonymie).
Singles de Michiyo Heike
Propose
(2001)
Murasaki Shikibu (ムラサキシキブ) est le onzième et dernier single en major de la chanteuse de J-pop Michiyo Heike, sorti en 2002.

## Présentation
Le single sort le 5 juin 2002 au Japon sur le label zetima, sept mois après le précédent single de la chanteuse, Propose. 
C'est le cinquième (et dernier) single de la chanteuse à être écrit et produit par Tsunku, et son deuxième (et dernier) disque à sortir chez zetima,. 
Il atteint la 39e place du classement de l'Oricon, et reste classé pendant deux semaines, ne se vendant qu'à 6 890 exemplaires durant cette période.
La chanson-titre est une chanson d'amour dont le titre est une référence à la plante Callicarpa japonica nommée d'après la femme de lettres Murasaki Shikibu. Elle figurera sur la compilation d'artistes du Hello! Project Petit Best 3 qui sort en fin d'année, mais elle ne figurera sur aucun album de la chanteuse. Celle-ci quitte en effet peu après le Hello! Project, la compagnie Up-Front et son label zetima, continuant sa carrière en indépendante.

## Titres
1. Murasaki Shikibu  (ムラサキシキブ?)
2. Yume no Hanashi  (夢の話?)
3. Murasaki Shikibu (Instrumental)  (ムラサキシキブ...?)